# Dominica Award of Honour

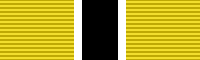
Bandschnalle des Dominica Award of Honour

Der Dominica Award of Honour ist ein Ehrenzeichen des Commonwealth of Dominica.

## Verleihung
Die Auszeichnung wurde am 30. Oktober 1967 geschaffen und ist die höchste Ehrung, die der Präsident von Dominica vergibt. Die Auszeichnung wird für besondere Verdienste auf Vorschlag des Premierministers vom Präsidenten verliehen. Die Verleihung erfolgt stets am Unabhängigkeitstag (3. November). Jeder Präsident von Dominica erhält diese Auszeichnung automatisch.
Der Dominica Award of Honour ist die ranghöchste der fünf Verdienstauszeichnungen des Commonwealth of Dominica und rangiert vor dem Sisserou Award of Honour, dem Meritorious Service Award, der Services Medal of Honour und der Long Service Medal.

## Insigne
Das Abzeichen ist ein ovales goldfarbiges Medaillon. Auf einem äußeren Ring ist die Inschrift THE DOMINICA AWARD OF HONOUR eingraviert. Das Zentrum des Medaillons zeigt ausgestanzt das Wappen Dominicas. Das Medaillon hängt an einem Ring, der es an einem gelben Band befestigt, welches mit einem zentralen schwarzen Streifen mit weißem Rand geziert wird.
Träger des Ehrenzeichens sind berechtigt den Namenszusatz (post-nominal) DAH zu führen.

## Träger der Auszeichnung
Abgesehen von den Präsidenten des Landes haben nur sehr wenige Menschen diese Auszeichnung erhalten, darunter:
- Alicia de Tremmerie ICM, belgische Missionsschwester (Missie-Congregatie van het Onbevlekt Hart van Marie)
- Kelvin Felix, Erzbischof von Castries
- Eugenia Charles, dominicanische Premierministerin
- Elizabeth Israel, Dominicanerin, die angeblich 128 Jahre alt wurde
- Edward Oliver LeBlanc, dominicanischer Politiker
- Fidel Castro, kubanischer Politiker
- Louis Cools-Lartigue, dominicanischer Politiker
- Elisabeth II.[1]

Die Karibische Gemeinschaft (CARICOM) und das Volk der Kariben haben ebenfalls den Dominica Award of Honor erhalten.